# Pokłon Trzech Króli (obraz Rogiera van der Weydena)
Pokłon Trzech Króli – obraz namalowany przez Rogiera van der Weydena, znajdujący się obecnie w muzeum Stara Pinakoteka w Monachium.

## Charakterystyka
Obraz powstał po powrocie malarza z wyprawy po Włoszech. Stanowił centralną część tryptyku ołtarzowego znajdującego się w Kolonii w kościele św. Kolumbana. Prawa strona ołtarza przedstawiała scenę nowotestamentową zatytułowaną Ofiarowanie w świątyni, a po lewej stronie umieszczono Zwiastowanie. Trzy epizody z życia Chrystusa pochodziły z ewangelii Łukasza. Dzieło powstało na zamówienie burmistrza Kolonii Goedarta von dem Wasserfass, który został przedstawiony po lewej stronie obrazu.

## Opis
Dzieło tradycyjnie przedstawia Matkę Boską wraz ze Świętą Rodziną oraz Trzech Króli oddających hołd Dzieciątku. W stylu, w jakim przedstawił Weyden tę scenę, można dopatrzyć się wpływu malarstwa florenckiego, głównie w szczegółowym przedstawieniu postaci. Jako trzech króli malarz przedstawił osoby mu współczesne, ówczesnych władców: Karola VII, Filipa Dobrego  z Burgundii i Ludwika XI z Francji. Po prawej stronie w arkadzie, na drugim planie, znajdują się widzowie. Jeden z nich, starzec z siwą głową, kładzie dłoń na ramieniu sąsiada, a drugą wskazuje na rozgrywającą się scenę, spoglądając jednocześnie w stronę widza. W ten sposób oglądający ma wrażenie bycia świadkiem tego wyjątkowego wydarzenia. To wrażenie potęgują osoby stojące za starcem, które koniecznie chcą obejrzeć pokłon króli. Scena rozgrywa się w zrujnowanym romańskim kościele będącym symbolem Starego Testamentu. W prawym górnym rogu jest widoczna gotycka katedra symbolizująca Nowe Przymierze.
Za szopą Weyden przedstawił rozległy i szczegółowy krajobraz oraz panoramę miasta, prawdopodobnie ówczesnej Kolonii. Droga wiodąca wśród wzgórz i wijąca się w stronę miasta ma nawiązywać do drogi pielgrzymki królów oraz do roli Kolonii jako miasta, do którego pielgrzymowali wierni.  
W centralnej części obrazu, na arkadzie, malarz umieścił krucyfiks, co miało nawiązywać do przyszłej śmierci Chrystusa. W większości obrazów przedstawiających małego Jezusa, symbolami czy atrybutami nawiązującymi do przyszłych wydarzeń był m.in. szczygieł lub czerwony goździk. Weyden zastosował ukazanie szczegółu bezpośrednio nawiązującego do męki Chrystusa, którego jednak nie zauważają zgromadzone osoby.